# 新田城
新田城（しんでんじょう）は、兵庫県川西市新田3丁目付近にあった日本の城（平山城）。

## 概要

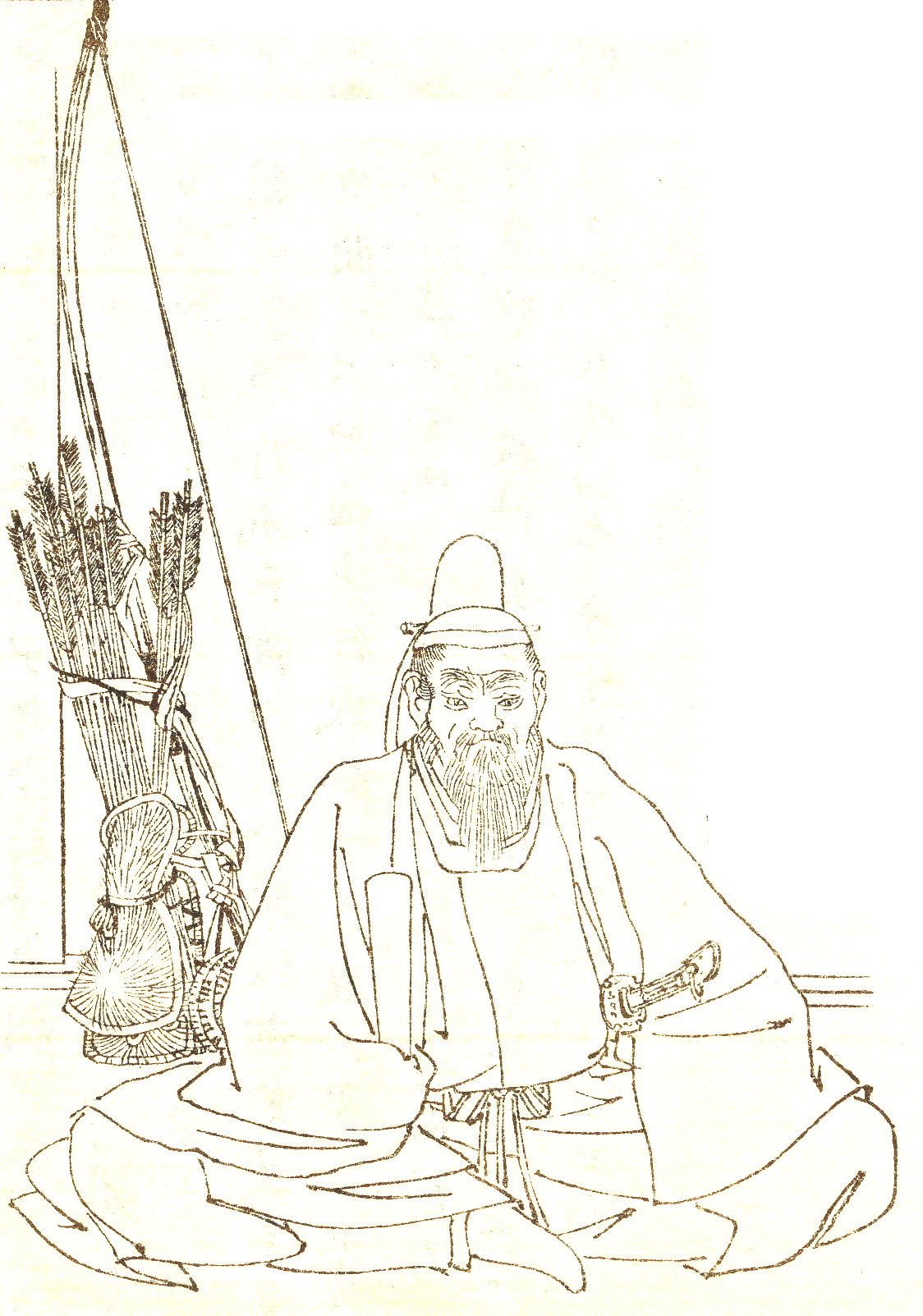
源満仲画像

新田城は、別名「多田城」ともいい、旧新田村にあった城。新田城の広い意味では、東を塩川、西側から南側にかけて猪名川が流れ、東南隅で合流している2つの川に囲まれた地で、源満仲（多田満仲）と御家人が集落を作っていた地域を新田城と呼ばれていた。軍事施設としての新田城は、新田3丁目付近にある丘陵部に築城されたと考えられている。この付近は、御家人中で有力者であった塩川氏が代々守り、本城としていた。しかし、天正年間の塩川国満時代には山下城が本城と考えられて、新田城は山下城の支城として存在していたと考えられている。有岡城の戦いでは多田神社をはじめ新田城や付近一帯も焼き討ちにあっている。荒木村重が当初織田信長に反抗するための備え城とした「多田城」とは、この新田城の可能性もあるが、『川西市史』によるとこの時期「山下城の塩川国満」とあるので山下城の可能性を指摘している。天正6年（1578年）10月-12月にかけて、この地域を焼き討ちにした武将は中村直勝で、川西市の多田神社以外の寺社としては、満願寺、栄根寺なども焼き討ちにあった。『明治八年新田村地寺図』によると新田城の中心地として「城山」、「城山ノ下」、「城ノ下」、「東堀」の字名があり、現在の場所でいうと新田3丁目付近に主郭があった。昭和中期までは、新田城の礎石、削平段、竪堀跡があったと言われているが、現在は宅地化され多田グリーンハイツとなっている。
2013年（平成25年）度までに13次の発掘調査が行われており、1998年（平成10年）の第6次調査では溝や柱穴などの遺構や陶磁器等が出土している。

## 城跡へのアクセス
- 電車でのアクセス

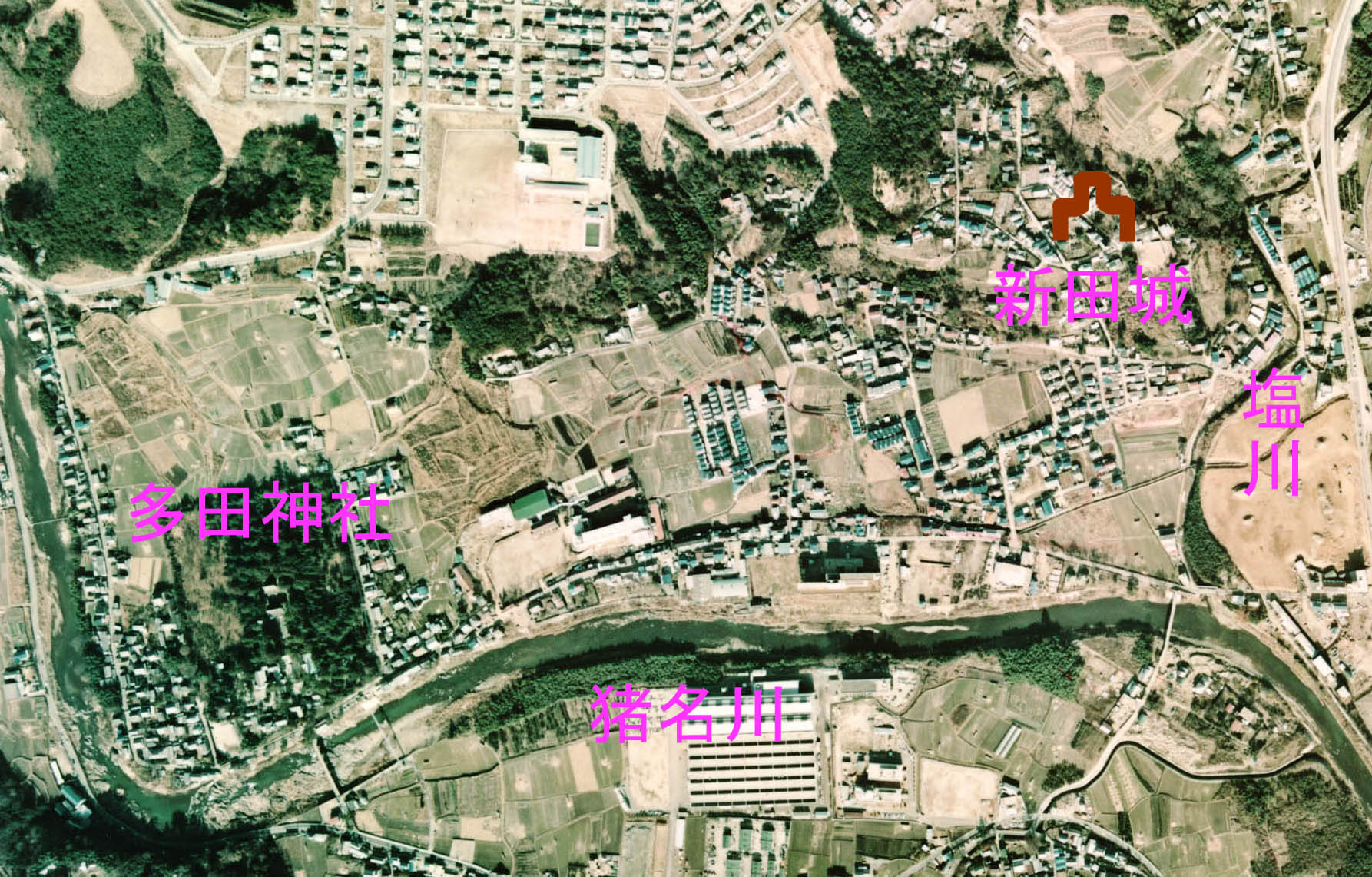
新田城推定地/

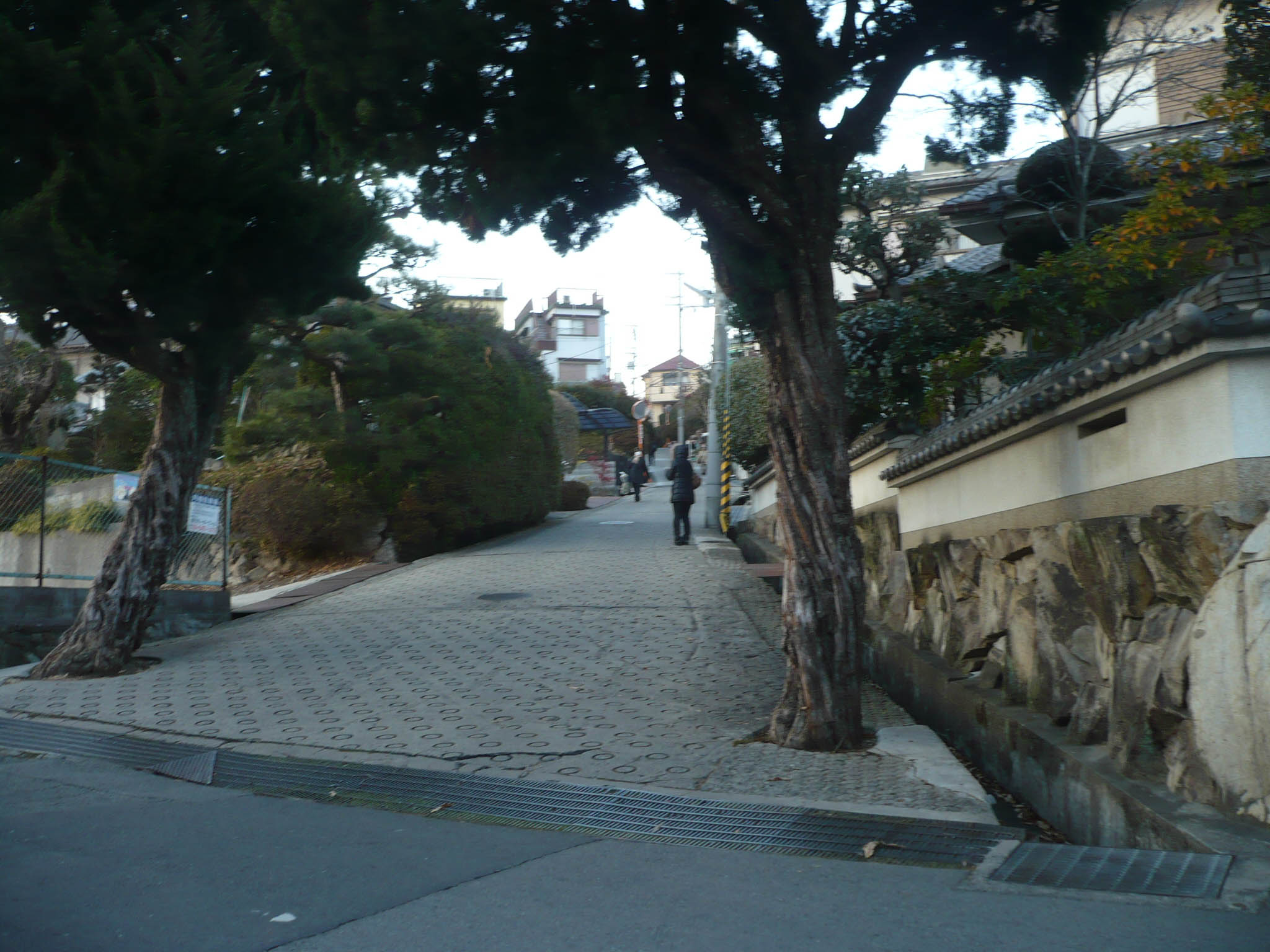
新田城への登り口/小高い丘となっている

  - 能勢電鉄　妙見線 多田駅 下車徒歩 約10分